# Julia den yngre

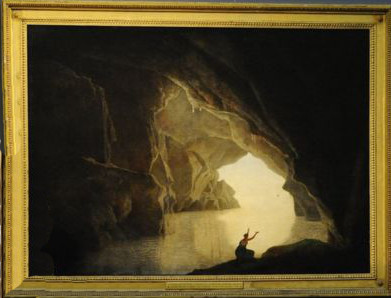
Julia den yngre så som hon föreställdes ha setts ut i Salernobuktens grotta av målaren Joseph Wright of Derby 1774.

Julia den yngre, född 19 f.Kr., död 29 e.Kr., var en medlem av den kejsarliga romerska Juliansk-Claudiska dynastin. Hon var dotter till Marcus Vipsanius Agrippa och Julia den äldre, dotterdotter till kejsar Augustus och svägerska, styvdotter och svärdotter till kejsar Tiberius. 

## Biografi
Julia gifte sig med sin halvkusin konsul Lucius Aemilius Paullus år 6 eller 5 f.Kr. Hon ska ha byggt en stor och vräkig lantvilla som hennes morfar, i enlighet med sin smak för de gamla spartanska romerska dygderna, lät riva. Någon gång mellan år 1 och år 14 e.Kr deltog hennes make i ett kuppförsök och avrättades. Julia dömdes år 8 till att leva i exil på en liten ö utanför den italienska kusten med namnet för den tiden Pandataria. Detta efter att ha dömts för äktenskapsbrott. Då hon under sin exil födde ett barn, gav morfadern order om att det skulle läggas ut att dö. Moderna historiker anser att denna exil i realiteten inte var för äktenskapsbrott utan för deltagande i hennes makes kuppförsök. Julia avled i exil.